# WTA New Jersey 1982
Il WTA New Jersey 1982 è stato un torneo di tennis giocato sul cemento. È stata la 5ª edizione del torneo, che fa parte del WTA Tour 1982. Si è giocato a Mahwah negli USA dal 23 al 29 agosto 1982.

## Campionesse

### Singolare
Leigh-Anne Thompson ha battuto in finale  Bettina Bunge con il punteggio di 7–6, 6–3

### Doppio
Barbara Potter /  Sharon Walsh hanno battuto in finale  Rosemary Casals /   Wendy Turnbull con il punteggio di 6–1, 6–4